# 皇龍山城
皇龍山城，是一座石製山城，位於朝鮮南浦特別市龍岡郡。建於高句麗時期。城壁高約10-11米，6-8米寬，週長約6.6公里。據《三國史記》載，該城曾於5世紀初期多次擴建。
皇龍山城現被列入朝鮮民主主義人民共和國第37號國寶。